# Michael Mulkay
Michael Joseph "Mike" Mulkay (1936) is een Brits wetenschapssocioloog. Zijn werk maakt onderdeel uit van een nieuwe beweging in de wetenschapssociologie, die zich vanaf de jaren 1970 afzette tegen klassieke auteurs zoals Robert K. Merton en pleitte dat de wijze waarop wetenschappelijke kennis wordt geaccepteerd en verspreid ook onderwerpen van sociologische analyse moeten zijn. Mulkay volgde hier auteurs zoals David Edge, Barry Barnes en David Bloor.
Zelf legde Mulkay zich vooral ook toe op een analyse van wetenschappelijke communicatie. Hij had posities aan de universiteit van Aberdeen (1966), de Simon Fraser-universiteit (1966-1969), de universiteit van Cambridge (1969-1973) en uiteindelijk de universiteit van York (1973-2001). Zijn bekendste studenten zijn Nigel Gilbert, Steve Woolgar, Steven Yearley, Andrew Webster en Jonathan Potter.